# Valamándri
Valamándri är en ort i Grekland.   Den ligger i prefekturen Trikala och regionen Thessalien, i den centrala delen av landet, 250 km nordväst om huvudstaden Aten. Valamándri ligger 114 meter över havet och antalet invånare är 162.
Terrängen runt Valamándri är huvudsakligen platt, men västerut är den kuperad. Runt Valamándri är det ganska glesbefolkat, med 42 invånare per kvadratkilometer. Närmaste större samhälle är Trikala, 6,0 km öster om Valamándri. Trakten runt Valamándri består till största delen av jordbruksmark.